# Anuga multiplicans
Anuga multiplicans là một loài bướm đêm trong họ Noctuidae.